# Lista över poängsystem i Formel 1-VM
Denna artikel innehåller en lista över poängsystem i Formel 1-VM. Listan visar poängfördelning under förarmästerskapet (sedan 1950) och konstruktörsmästerskapet (sedan 1958).

## Poängsystem
- Uppgifterna under rubriken "Poängräkning baserat på antalet bästa resultat" syftar på hur många bästa-placeringar som räknas till förar- eller konstruktörsmästerskapet. Exempelvis så räknade man vid F1-VM 1967 på de nio bästa placeringarna under hela säsongen (som bestod av totalt elva Grand Prix); man räknade på de fem bästa placeringarna under de sex första GP-tävlingarna, och de fyra bästa placeringarna från de sista fem GP-tävlingarna.
- Notera att konstruktörsmästerskapet tillkom under F1-VM 1958

| Poängsystem | 1:a plats | 1:a plats | 2:a plats | 2:a plats | 3:e plats | 3:e plats | 4:e plats | 4:e plats | 5:e plats | 5:e plats | 6:e plats | 6:e plats | 7:e plats | 7:e plats | 8:e plats | 8:e plats | 9:e plats | 9:e plats | 10:e plats | 10:e plats | Snabbaste varv | Snabbaste varv | Poängräkning baserat på antalet bästa resultat | Poängräkning baserat på antalet bästa resultat |
| År          | FM        | KM        | FM        | KM        | FM        | KM        | FM        | KM        | FM        | KM        | FM        | KM        | FM        | KM        | FM        | KM        | FM        | KM        | FM         | KM         | FM             | KM             | Förarmästerskapet                              | Konstruktörsmästerskapet                       |
| ----------- | --------- | --------- | --------- | --------- | --------- | --------- | --------- | --------- | --------- | --------- | --------- | --------- | --------- | --------- | --------- | --------- | --------- | --------- | ---------- | ---------- | -------------- | -------------- | ---------------------------------------------- | ---------------------------------------------- |
| 1950–1953   | 8         | 0         | 6         | 0         | 4         | 0         | 3         | 0         | 2         | 0         | 0         | 0         | 0         | 0         | 0         | 0         | 0         | 0         | 0          | 0          | 1              | 0              | 4                                              | 0                                              |
| 1954        | 8         | 0         | 6         | 0         | 4         | 0         | 3         | 0         | 2         | 0         | 0         | 0         | 0         | 0         | 0         | 0         | 0         | 0         | 0          | 0          | 1              | 0              | 5                                              | 0                                              |
| 1955        | 8         | 0         | 6         | 0         | 4         | 0         | 3         | 0         | 2         | 0         | 0         | 0         | 0         | 0         | 0         | 0         | 0         | 0         | 0          | 0          | 1              | 0              | 5                                              | 0                                              |
| 1956–1957   | 8         | 0         | 6         | 0         | 4         | 0         | 3         | 0         | 2         | 0         | 0         | 0         | 0         | 0         | 0         | 0         | 0         | 0         | 0          | 0          | 1              | 0              | 5                                              | 0                                              |
| 1958        | 8         | 8         | 6         | 6         | 4         | 4         | 3         | 3         | 2         | 2         | 0         | 0         | 0         | 0         | 0         | 0         | 0         | 0         | 0          | 0          | 1              | 0              | 6                                              | 6                                              |
| 1959        | 8         | 8         | 6         | 6         | 4         | 4         | 3         | 3         | 2         | 2         | 0         | 0         | 0         | 0         | 0         | 0         | 0         | 0         | 0          | 0          | 1              | 0              | 5                                              | 5                                              |
| 1960        | 8         | 8         | 6         | 6         | 4         | 4         | 3         | 3         | 2         | 2         | 1         | 1         | 0         | 0         | 0         | 0         | 0         | 0         | 0          | 0          | 0              | 0              | 6                                              | 6                                              |
| 1961        | 9         | 8         | 6         | 6         | 4         | 4         | 3         | 3         | 2         | 2         | 1         | 1         | 0         | 0         | 0         | 0         | 0         | 0         | 0          | 0          | 0              | 0              | 5                                              | 5                                              |
| 1962        | 9         | 9         | 6         | 6         | 4         | 4         | 3         | 3         | 2         | 2         | 1         | 1         | 0         | 0         | 0         | 0         | 0         | 0         | 0          | 0          | 0              | 0              | 5                                              | 5                                              |
| 1963–1965   | 9         | 9         | 6         | 6         | 4         | 4         | 3         | 3         | 2         | 2         | 1         | 1         | 0         | 0         | 0         | 0         | 0         | 0         | 0          | 0          | 0              | 0              | 6                                              | 6                                              |
| 1966        | 9         | 9         | 6         | 6         | 4         | 4         | 3         | 3         | 2         | 2         | 1         | 1         | 0         | 0         | 0         | 0         | 0         | 0         | 0          | 0          | 0              | 0              | 5                                              | 5                                              |
| 1967        | 9         | 9         | 6         | 6         | 4         | 4         | 3         | 3         | 2         | 2         | 1         | 1         | 0         | 0         | 0         | 0         | 0         | 0         | 0          | 0          | 0              | 0              | 9 (5 från första 6, 4 från sista 5)            | 9 (5 från första 6, 4 från sista 5)            |
| 1968        | 9         | 9         | 6         | 6         | 4         | 4         | 3         | 3         | 2         | 2         | 1         | 1         | 0         | 0         | 0         | 0         | 0         | 0         | 0          | 0          | 0              | 0              | 10 (5 från första 6, 5 från sista 6)           | 10 (5 från första 6, 5 från sista 6)           |
| 1969        | 9         | 9         | 6         | 6         | 4         | 4         | 3         | 3         | 2         | 2         | 1         | 1         | 0         | 0         | 0         | 0         | 0         | 0         | 0          | 0          | 0              | 0              | 9 (5 från första 6, 4 från sista 5)            | 9 (5 från första 6, 4 från sista 5)            |
| 1970        | 9         | 9         | 6         | 6         | 4         | 4         | 3         | 3         | 2         | 2         | 1         | 1         | 0         | 0         | 0         | 0         | 0         | 0         | 0          | 0          | 0              | 0              | 11 (6 från första 7, 5 från sista 6)           | 11 (6 från första 7, 5 från sista 6)           |
| 1971        | 9         | 9         | 6         | 6         | 4         | 4         | 3         | 3         | 2         | 2         | 1         | 1         | 0         | 0         | 0         | 0         | 0         | 0         | 0          | 0          | 0              | 0              | 9 (5 från första 6, 4 från sista 5)            | 9 (5 från första 6, 4 från sista 5)            |
| 1972        | 9         | 9         | 6         | 6         | 4         | 4         | 3         | 3         | 2         | 2         | 1         | 1         | 0         | 0         | 0         | 0         | 0         | 0         | 0          | 0          | 0              | 0              | 10 (5 från första 6, 5 från sista 6)           | 10 (5 från första 6, 5 från sista 6)           |
| 1973–1974   | 9         | 9         | 6         | 6         | 4         | 4         | 3         | 3         | 2         | 2         | 1         | 1         | 0         | 0         | 0         | 0         | 0         | 0         | 0          | 0          | 0              | 0              | 13 (7 från första 8, 6 från sista 7)           | 13 (7 från första 8, 6 från sista 7)           |
| 1975        | 9         | 9         | 6         | 6         | 4         | 4         | 3         | 3         | 2         | 2         | 1         | 1         | 0         | 0         | 0         | 0         | 0         | 0         | 0          | 0          | 0              | 0              | 12 (6 från första 7, 6 från sista 7)           | 12 (6 från första 7, 6 från sista 7)           |
| 1976        | 9         | 9         | 6         | 6         | 4         | 4         | 3         | 3         | 2         | 2         | 1         | 1         | 0         | 0         | 0         | 0         | 0         | 0         | 0          | 0          | 0              | 0              | 14 (7 från första 8, 7 från sista 8)           | 14 (7 från första 8, 7 från sista 8)           |
| 1977        | 9         | 9         | 6         | 6         | 4         | 4         | 3         | 3         | 2         | 2         | 1         | 1         | 0         | 0         | 0         | 0         | 0         | 0         | 0          | 0          | 0              | 0              | 15 (8 från första 9, 7 från sista 8)           | 15 (8 från första 9, 7 från sista 8)           |
| 1978        | 9         | 9         | 6         | 6         | 4         | 4         | 3         | 3         | 2         | 2         | 1         | 1         | 0         | 0         | 0         | 0         | 0         | 0         | 0          | 0          | 0              | 0              | 14 (7 från första 8, 7 från sista 8)           | 14 (7 från första 8, 7 från sista 8)           |
| 1979        | 9         | 9         | 6         | 6         | 4         | 4         | 3         | 3         | 2         | 2         | 1         | 1         | 0         | 0         | 0         | 0         | 0         | 0         | 0          | 0          | 0              | 0              | 8 (4 från första 7, 4 från sista 8)            | Samtliga poäng                                 |
| 1980        | 9         | 9         | 6         | 6         | 4         | 4         | 3         | 3         | 2         | 2         | 1         | 1         | 0         | 0         | 0         | 0         | 0         | 0         | 0          | 0          | 0              | 0              | 10 (5 från första 7, 5 från sista 7)           | Samtliga poäng                                 |
| 1981–1990   | 9         | 9         | 6         | 6         | 4         | 4         | 3         | 3         | 2         | 2         | 1         | 1         | 0         | 0         | 0         | 0         | 0         | 0         | 0          | 0          | 0              | 0              | 11                                             | Samtliga poäng                                 |
| 1991–2002   | 10        | 10        | 6         | 6         | 4         | 4         | 3         | 3         | 2         | 2         | 1         | 1         | 0         | 0         | 0         | 0         | 0         | 0         | 0          | 0          | 0              | 0              | Samtliga poäng                                 | Samtliga poäng                                 |
| 2003–2009   | 10        | 10        | 8         | 8         | 6         | 6         | 5         | 5         | 4         | 4         | 3         | 3         | 2         | 2         | 1         | 1         | 0         | 0         | 0          | 0          | 0              | 0              | Samtliga poäng                                 | Samtliga poäng                                 |
| 2010–2018   | 25        | 25        | 18        | 18        | 15        | 15        | 12        | 12        | 10        | 10        | 8         | 8         | 6         | 6         | 4         | 4         | 2         | 2         | 1          | 1          | 0              | 0              | Samtliga poäng                                 | Samtliga poäng                                 |
| Sedan 2019  | 25        | 25        | 18        | 18        | 15        | 15        | 12        | 12        | 10        | 10        | 8         | 8         | 6         | 6         | 4         | 4         | 2         | 2         | 1          | 1          | 1              | 1              | Samtliga poäng                                 | Samtliga poäng                                 |

## Fotnoter